# Afroagraecia
Afroagraecia is een geslacht van rechtvleugeligen uit de familie sabelsprinkhanen (Tettigoniidae). De wetenschappelijke naam van dit geslacht is voor het eerst geldig gepubliceerd in 2013 door Ingrisch & Hemp.

## Soorten
Het geslacht Afroagraecia omvat de volgende soorten:
- Afroagraecia bloyeti Brongniart, 1897
- Afroagraecia brachyptera Hemp & Ingrisch, 2013
- Afroagraecia panteli Karny, 1907
- Afroagraecia sansibara Redtenbacher, 1891